# Aristobulus I
Aristobulus I volgde in 104 v.Chr. zijn vader Johannes Hyrcanus op als koning en hogepriester van de Joodse Hasmonese staat. Zijn Hebreeuwse naam is Juda of Judas, maar in de geschiedenis is hij vrijwel uitsluitend onder zijn Griekse naam Aristobulus bekend. Hij was getrouwd met Salome Alexandra.

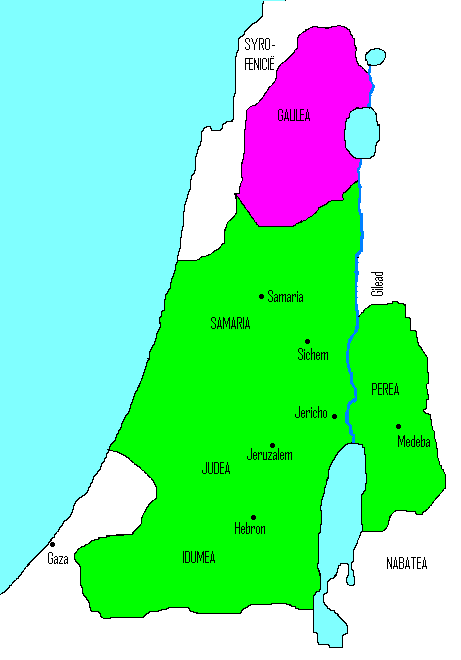
Het Hasmonese rijk onder Aristobulus I
situatie in 104 v.Chr.
veroveringen

Eigenlijk was het de bedoeling van zijn vader geweest dat hij na zijn dood door zijn vrouw opgevolgd zou worden en dat Aristobulus (de oudste van Hyrcanus' vijf zonen) alleen het ambt van hogepriester zou bekleden. Aristobulus nam daar echter geen genoegen mee en zette zijn moeder en drie van zijn broers gevangen. Zijn moeder overleed tijdens deze gevangenschap. Alleen zijn broer Antigonus, de oudste van zijn vier jongere broers, op wie hij zeer gesteld was, behield zijn vrijheid.
Aristobulus legde zich, evenals zijn vader gedaan had, toe op de uitbreiding van het Hasmonese rijk. Hij voegde Galilea en Iturea toe aan de Joodse staat. Voor zover de bevolking van deze gebieden uit heidenen bestond, dwong hij hen zich te laten besnijden zo het Jodendom aan te hangen. Ook hierin volgde hij het voorbeeld van zijn vader, hoewel een dergelijk optreden in de Joodse geschiedenis niet eerder was voorgekomen (en ook later niet meer zou voorkomen). Aristobulus bouwde verschillende nederzettingen in de door hem veroverde gebieden en liet daar Joden wonen die afkomstig waren uit Judea. Volgens sommige geleerden is Nazareth een van deze nederzettingen.
Aristobulus was de eerste van de Hasmonese vorsten die, naar hellenistisch voorbeeld, de titel koning aannam. Hij zag Alexander de Grote als zijn voorbeeld.
Na de dood van Aristobulus' moeder rees bij zijn lijfwacht het vermoeden dat Antigonus bezig was uit wraak een aanslag op hem te beramen. Daarom brachten zij hem met een list om het leven. Aristobulus was hierdoor zozeer aangeslagen, dat hij in een zware depressie terechtkwam, die een zodanige weerslag had op zijn lichaam, dat hij daaraan overleed (103 v.Chr.). Na zijn dood liet zijn weduwe Salome Alexandra de broers van Aristobulus vrij. Zij trouwde met Alexander Janneüs, de oudste van de drie nog levende broers, en deze volgde Aristobulus op.